# アナンド雪
アナンド 雪（アナンド ゆき、8月11日 - ）は、日本の女性声優。福岡県出身。アクセルワン準所属。

## 人物
声優になろうと思ったきっかけは、音読するのが好きなのと同時にテレビアニメ『家庭教師ヒットマンREBORN!』の声優たちがキラキラしていたことからだった。
方言は博多弁。
趣味はカフェ巡り 、塗り絵。

## 出演

### テレビアニメ
2020年
- GO!GO!アトム

2022年
- シャドウバースF（2022年 - 2024年、カナ）
- ユーレイデコ（介護ロボ、アネキ）
- ポプテピピック（客）

2023年
- REVENGER（近所の人B、町人B）
- 氷属性男子とクールな同僚女子（ジョージのママ）
- THE MARGINAL SERVICE（境界人）
- AIの遺電子（恋人）

2024年
- ばいばい、アース（ティツィアーノ）

2025年
- クレヨンしんちゃん（園児F、お姉さんD）
- LAZARUS ラザロ（AI、ジャーナリスト、キャスター、受付）

### 劇場アニメ
- THE FIRST SLAM DUNK（2022年）

### Webアニメ
- 死役所（2022年）

### ドラマCD
- 電脳戦隊ラストエンジェルス SP STAGE 3　2ND OPERATION」（ラヴの母）

### BLCD
- 桜田先輩改造計画
- イエスかノーか半分か2 世界のまんなか

### 吹き替え

#### 担当女優
カトリーナ・カイフ
- SOORYAVANSHI/スーリヤヴァンシー（リヤ）
- YRFスパイ・ユニバース（ゾヤ）
  - タイガー 伝説のスパイ
  - タイガー 甦る伝説のスパイ
  - タイガー 裏切りのスパイ

#### 映画
- 愛しい人から最後の手紙
- ヴァレンタイン ヒーロー誕生（サリー〈メガ・カエファンサ〉）
- ウーマン・イン・ザ・ウィンドウ（ノレッリ刑事〈ジーイーン・セラルズ〉）
- エクスティンクション 地球奪還
- オン・ザ・カム・アップ
- ジュラシック・ウッズ（ケイトリン〈メーガン・パービス〉）
- シラノ
- デス・オブ・ミー（マディ）
- フラッシュバック（ジュリア）
- ブレット・トレイン
- マーズ（イルザ〈ソフィア・ブテラ〉）
- リスペクト（バーバラ・シガーズ・フランクリン〈オードラ・マクドナルド〉）

#### ドラマ
- NYガールズ・ダイアリー 大胆不敵な私たち シーズン2 - 4（ミッツィ 他）
- LA's FINEST/ロサンゼルス捜査官 シーズン2（エマ･ミッチェル〈テイラー・ブラック〉）
- オルデンハイム〜12の悲劇〜（エルナス・ヴィッセ）
- カウンターパート/暗躍する分身（ヘレン）
- キャッスルロック（看護師、アナウンス女）
- ギャップ・ザ・シリーズ（ヌン〈サワロット･メークキン（Mind）〉[19]）
- ザ・キャプチャー 歪められた真実（ハンナ・ロバーツ〈ローラ・ハドック〉）
- 殺人者への道（ブリタニー・ラフラッシュ、女性キャスター 他）
- ザ・ラストシップ ファイナルシーズン（ケルシー、スチュアート）
- サンドマン
- 絶叫パンクス レディパーツ!
- Titans/タイタンズ（学生女、隣室女 他）
- ドゥーム・パトロール（ハンマーヘッド）
- ドリームホーム 〜模様替え大作戦!〜 シーズン2（ケルシー）
- ハンドレッド シーズン3 （囚人女、罪人女 他）
- THE FLASH/フラッシュ シーズン4（アディ、ヴェロニカ 他）
- マイ・ラブ: 6つの愛の物語（ジョティ）
- リーサル・ウェポン（会場の女、女性警官 他）

#### アニメ
- スター・ウォーズ: バッド・バッチ
- DC がんばれ!スーパーペット
- ボス・ベイビー: ビジネスは赤ちゃんにおまかせ!

### デジタルコミック
- ほろ苦と溺あま（2024年、雨宮蘭[20]）

### ボイスオーバー
- 特捜X実録映像コップ
- BSプレミアム「謎の民 バイキング」
- ビューティフル・アルプス
  - モンテローザ
  - マッターホルン
  - イタリア 花のリビエラ